# Patrick Watson
Patrick Watson (Californië, 8 oktober 1979) is een Canadees singer-songwriter. Zijn muziek wordt vaak omschreven als een mix tussen indierock en klassieke muziek, waarbij hij veelal wordt vergeleken met artiesten als Rufus Wainwright, Pink Floyd en Jeff Buckley. Patrick Watson is tevens de naam van de band die Watson samen met drie anderen vormt.

## Geschiedenis
Watson groeit op in het dorpje Hudson, nabij Montreal. In zijn jeugd zong hij in kerkkoren en later verdiepte hij zich in jazz en klassieke stukken op de piano. Toen hij naar de highschool ging speelde hij vanaf 1995 keyboard in de skaband Gangster Politics. Een paar jaar later verlaat hij de band om zich op andere muziekstijlen te storten en omdat hij vond dat hij zich niet goed genoeg kon ontplooien. In 2001 kwam zijn eerste album uit, dat Waterproof9 heette.
Direct na de thuiskomst van een reis naar Vietnam in 2002 zet hij een vierkoppige band op. In deze groep zitten bassist Mishka Stein, drummer Robbie Kuster en gitarist Simon Angell. Angell kende Watson nog uit de band Ganster Politics, Stein en Kuster kende hij van de universiteit. Deze drie muzikanten vormden echter technisch meer de achtergrondband bij de soloartiest Watson.
In 2003 werd het eerste album van dit viertal uitgebracht, getiteld Just Another Ordinary Day. Het album werd over het algemeen positief bevonden door recensenten en Watson trad in de jaren daarop op met artiesten als James Brown, Feist, de Nederlandse groep Voicst en The Cinematic Orchestra. Bij die laatste groep leverde Watson ook een bijdrage aan het album Ma Fleur.
In 2006 kwam het album Close to Paradise uit, wat nu ook internationaal goed werd ontvangen. In 2007 ontving Watson met Close to Paradise de Polaris Music Prize voor het beste album.
Watson treedt geregeld op in Nederland en stond onder meer op de festivals Pinkpop en Lowlands. In België trad hij onder meer in 2008 op bij het festival Rock Werchter.
Het nummer Lighthouse van Patrick Watson werd gebruikt in de biografische film Yves Saint Laurent over de Franse modeontwerper Yves Saint Laurent, en tevens door de ijskunstrijders en Olympische kampioenenduo Alijona Savchenko en Bruno Massot als hun vrije kür in het jaar 2017.
Op Koninginnenacht (29 april) 2011 trad Patrick Watson op in het Concertgebouw in Amsterdam, samen met het Koninklijk Concertgebouworkest, onder leiding van Stefan Asbury. Het concert werd gefinancierd met behulp van crowdfunding.
In 2016 werd de film The 9th life of Louis Drax van Alexandre Aja uitgebracht. De complete soundtrack werd gecomponeerd door Patrick Watson.

## Discografie

### Albums

#### Solo
- 2001: Waterproof9

#### Band
- 2003: Just Another Ordinary Day
- 2006: Close to Paradise
- 2009: Wooden Arms
- 2012: Adventures in Your Own Backyard
- 2015: Love Songs for Robots
- 2019: Wave
- 2022: Better in the shade

### Hitnotering
| Album met eventuele hitnotering(en) in de Nederlandse Album Top 100 | Datum van verschijnen | Datum van binnenkomst | Hoogste positie | Aantal weken | Opmerkingen |
| ------------------------------------------------------------------- | --------------------- | --------------------- | --------------- | ------------ | ----------- |
| Close to paradise                                                   | 07-09-2007            | 15-09-2007            | 37              | 6            |             |
| Wooden arms                                                         | 15-05-2009            | 16-05-2009            | 34              | 7            |             |
| Adventures in your own backyard                                     | 13-04-2012            | 21-04-2012            | 23              | 5            |             |

| Album met hitnotering(en) in de Vlaamse Ultratop 200 albums | Datum van verschijnen | Datum van binnenkomst | Hoogste positie | Aantal weken | Opmerkingen |
| ----------------------------------------------------------- | --------------------- | --------------------- | --------------- | ------------ | ----------- |
| Close to paradise                                           | 2007                  | 22-09-2007            | 64              | 3            |             |
| Wooden arms                                                 | 2009                  | 23-05-2009            | 22              | 6            |             |
| Adventures in your own backyard                             | 2012                  | 28-04-2012            | 47              | 8*           |             |